# La Fouillouse
Pour les articles homonymes, voir Fouillouse.
La Fouillouse est une commune française située dans le département de la Loire en région Auvergne-Rhône-Alpes.

## Géographie
A 420 m d'altitude moyenne, fait partie du Forez. La commune est située à 7 km d'Andrézieux-Bouthéon, au nord-ouest, 6 km de Saint-Étienne.
L'A72 passe au sud, La Fouillouse étant à mi-chemin des sorties 10 (Ratarieux/rocade ouest) et 9 (St-Galmier/aéroport de Bouthéon/St-Just).
L'ancienne N82, la ligne St Étienne-Andrézieux (gare TER) et le Furan, longent cette dernière.
Communes limitrophes :
La superficie de la commune est de 20,57 km2 ; son altitude varie de 387  à   628 mètres.

### Climat
Pour des articles plus généraux, voir Climat d'Auvergne-Rhône-Alpes et Climat de la Loire.
En 2010, le climat de la commune est de type climat océanique dégradé des plaines du Centre et du Nord, selon une étude du Centre national de la recherche scientifique s'appuyant sur une série de données couvrant la période 1971-2000. En 2020, Météo-France publie une typologie des climats de la France métropolitaine dans laquelle la commune est exposée à un climat de montagne ou de marges de montagne et est dans la région climatique Nord-est du Massif Central, caractérisée par une pluviométrie annuelle de 800 à 1 200 mm, bien répartie dans l’année.
Pour la période 1971-2000, la température annuelle moyenne est de 10,7 °C, avec une amplitude thermique annuelle de 16,8 °C. Le cumul annuel moyen de précipitations est de 732 mm, avec 8,1 jours de précipitations en janvier et 6,4 jours en juillet. Pour la période 1991-2020, la température moyenne annuelle observée sur la station météorologique de Météo-France la plus proche, « Saint-Étienne-Bouthéon », sur la commune d'Andrézieux-Bouthéon à 5 km à vol d'oiseau, est de 11,9 °C et le cumul annuel moyen de précipitations est de 728,3 mm,. Pour l'avenir, les paramètres climatiques de la commune estimés pour 2050 selon différents scénarios d'émission de gaz à effet de serre sont consultables sur un site dédié publié par Météo-France en novembre 2022.

## Urbanisme

### Typologie
Au 1er janvier 2024, La Fouillouse est catégorisée ceinture urbaine, selon la nouvelle grille communale de densité à sept niveaux définie par l'Insee en 2022.
Elle appartient à l'unité urbaine de Saint-Just-Saint-Rambert, une agglomération intra-départementale regroupant douze  communes, dont elle est une commune de la banlieue,,. Par ailleurs la commune fait partie de l'aire d'attraction de Saint-Étienne, dont elle est une commune de la couronne,. Cette aire, qui regroupe 105 communes, est catégorisée dans les aires de 200 000 à moins de 700 000 habitants,.

### Occupation des sols

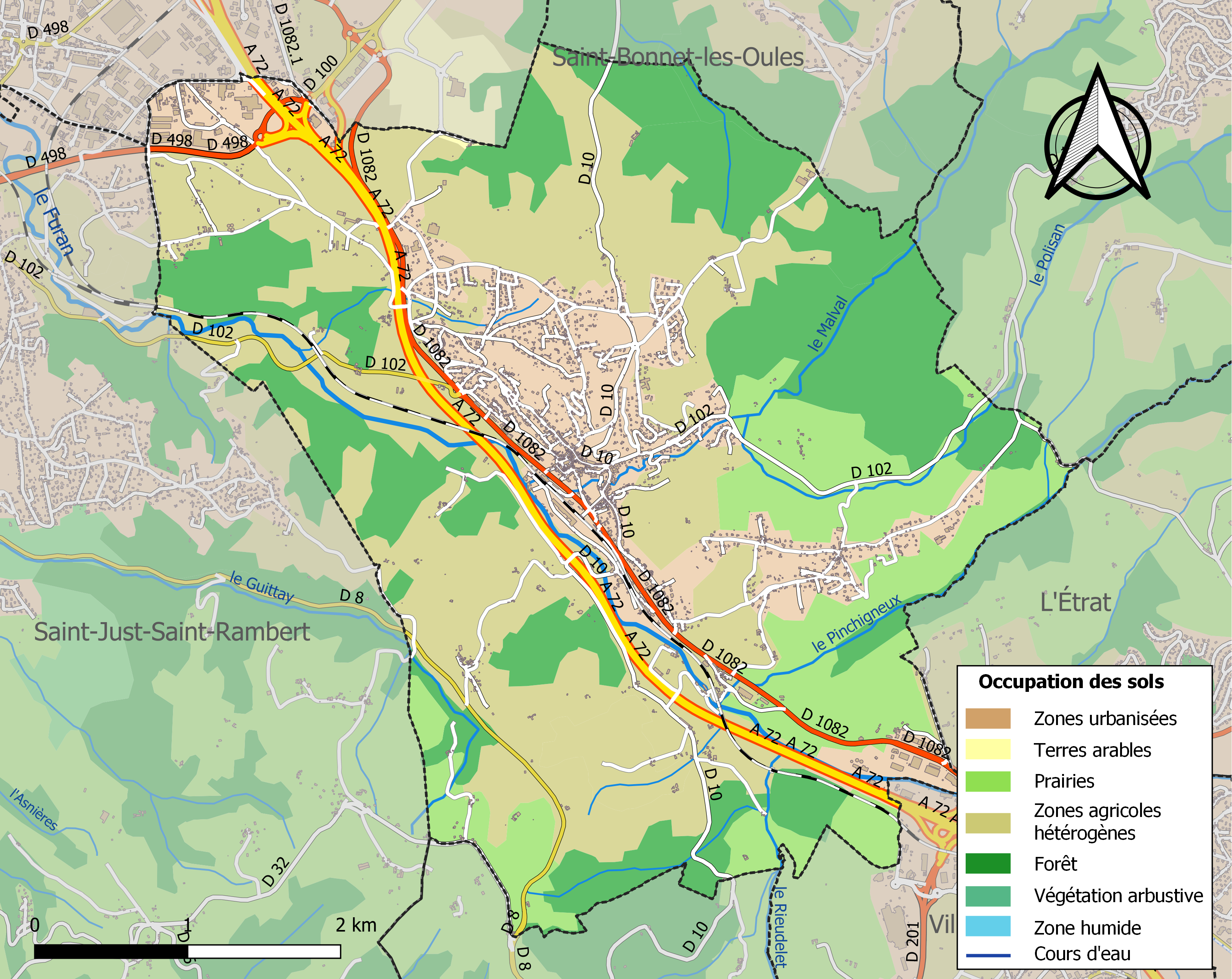
Carte des infrastructures et de l'occupation des sols de la commune en 2018 (CLC).

L'occupation des sols de la commune, telle qu'elle ressort de la base de données européenne d’occupation biophysique des sols Corine Land Cover (CLC), est marquée par l'importance des territoires agricoles (56 % en 2018), en diminution par rapport à 1990 (61 %). La répartition détaillée en 2018 est la suivante : 
zones agricoles hétérogènes (40,5 %), forêts (26,2 %), prairies (15,4 %), zones urbanisées (14,2 %), zones industrielles ou commerciales et réseaux de communication (3,6 %), terres arables (0,1 %).
L'IGN met par ailleurs à disposition un outil en ligne permettant de comparer l’évolution dans le temps de l’occupation des sols de la commune (ou de territoires à des échelles différentes). Plusieurs époques sont accessibles sous forme de cartes ou photos aériennes : la carte de Cassini (XVIIIe siècle), la carte d'état-major (1820-1866) et la période actuelle (1950 à aujourd'hui).

## Toponymie
Le toponyme "Fouillouse" fait référence à un lieu situé en sous-bois.

## Histoire
L'église Saint-Martin de la Fouillouse dépendait de l'abbaye de l'Ile-Barbe en 1183.

### Seconde Guerre mondiale
Faisant route sur Saint-Étienne, les 250 véhicules de la Leibstandarte Waffen SS Adolf Hitler, a été bloquée le 23 juin 1940, sur la route bleue (actuellement la D1082) au  nord de La Fouillouse par des barricades construites et tenues au niveau des Perrotins par le GRCA 20 renforcé par les chars R 40 du Groupe Franc Blindé Ziégler qui a engagé successivement 6, 12, enfin 9 chars. Un char français R40 a été mis hors de combat, un canon antichar et deux automitrailleuses allemands l’ont été également.

## Politique et administration
Le conseil municipal de La Fouillouse est composé de 27 conseillers.

### Liste des maires
| Période                                  | Période   | Identité                   | Étiquette | Qualité                                                          |
| ---------------------------------------- | --------- | -------------------------- | --------- | ---------------------------------------------------------------- |
| 1804                                     | 1807      | Paul Rigollot (1742-1824)  |           | Officier de santé et chirurgien                                  |
| 1884                                     | 1888      | Charles Rebour (1831-1897) |           | Industriel                                                       |
| ?                                        | ?         | Jean Marie Goubelly        |           |                                                                  |
| 1947                                     | mars 1977 | Pierre Meunier             |           |                                                                  |
| mars 1977                                | mars 1989 | Firmin Targe (1922-2011)   |           | Imprimeur                                                        |
| mars 2001                                | mars 2008 | Jean Meunier               |           |                                                                  |
| mars 2008                                | mai 2020  | Yves Partrat               | LR        | Médecin Conseiller départemental du canton de Sorbiers (2018 → ) |
| mai 2020                                 | En cours  | Patrick Bouchet            | DVD       | Chef d'entreprise                                                |
| Les données manquantes sont à compléter. |           |                            |           |                                                                  |

### Tendances politiques et résultats
Le maire a été réélu en 2014, seul représentant, avec un taux de participation de 52,88 %.

### Jumelage
| La Fouillouse Sio |

La Fouillouse est jumelée avec la commune de Sio située au Mali, dans le cercle de Mopti. Elle est jumelée aussi avec la ville de Belgioioso  Italie

## Population et société

### Démographie
En 2019, la commune comptait 4 643 habitants. L'évolution du nombre d'habitants est connue à travers les recensements de la population effectués dans la commune depuis 1793. Une réforme du mode de recensement permet à l'Insee de publier annuellement les populations légales des communes à partir de 2006. Pour La Fouillouse, commune de moins de 10 000 habitants, les recensements ont lieu tous les cinq ans, les populations légales intermédiaires sont quant à elles estimées par calcul. Les populations légales des années 2007, 2012, 2017 correspondent à des recensements exhaustifs.
| 1793  | 1800  | 1806  | 1821  | 1831  | 1836  | 1841  | 1846  | 1851  |
| ----- | ----- | ----- | ----- | ----- | ----- | ----- | ----- | ----- |
| 1 392 | 1 282 | 1 324 | 1 613 | 1 661 | 1 605 | 1 966 | 2 029 | 2 179 |

| 1856  | 1861  | 1866  | 1872  | 1876  | 1881  | 1886  | 1891  | 1896  |
| ----- | ----- | ----- | ----- | ----- | ----- | ----- | ----- | ----- |
| 2 175 | 2 260 | 2 019 | 1 719 | 2 126 | 2 175 | 2 194 | 2 213 | 2 306 |

| 1901  | 1906  | 1911  | 1921  | 1926  | 1931  | 1936  | 1946  | 1954  |
| ----- | ----- | ----- | ----- | ----- | ----- | ----- | ----- | ----- |
| 2 173 | 2 189 | 2 304 | 1 934 | 2 144 | 2 112 | 2 123 | 2 251 | 2 467 |

| 1962  | 1968  | 1975  | 1982  | 1990  | 1999  | 2006  | 2007  | 2012  |
| ----- | ----- | ----- | ----- | ----- | ----- | ----- | ----- | ----- |
| 2 502 | 2 736 | 3 352 | 4 004 | 4 035 | 4 234 | 4 315 | 4 326 | 4 314 |

| 2017  | 2022  | - | - | - | - | - | - | - |
| ----- | ----- | - | - | - | - | - | - | - |
| 4 501 | 4 643 | - | - | - | - | - | - | - |

Les habitants sont les Feuillantines et Feuillantins.

### Enseignement
La commune de La Fouillouse dépend de l'Académie de Lyon. Les élèves commencent leur scolarité sur le terroir communal :   
- école maternelle, accueillant 136 élèves[29],
- école privée Bel air, accueille 135 élèves[30],
- école des Cèdres, de 8 classes[31], 193 élèves[32].

### Sports
- USGF (Union sportive et gymnique de La Fouillouse), football sur terrain synthétique
- Tennis de table, 3 équipes aux niveaux départemental et régional.
- Judo.
- Badminton.
- Tennis, 4 courts dont 1 couvert.
- Volley-ball, club intercommunal.
- Bicross.

## Culture locale et patrimoine

### Lieux et monuments
- le Parc des Cèdres[réf. nécessaire].
- La Gare de La Fouillouse.
- Église Saint-Martin de La Fouillouse.

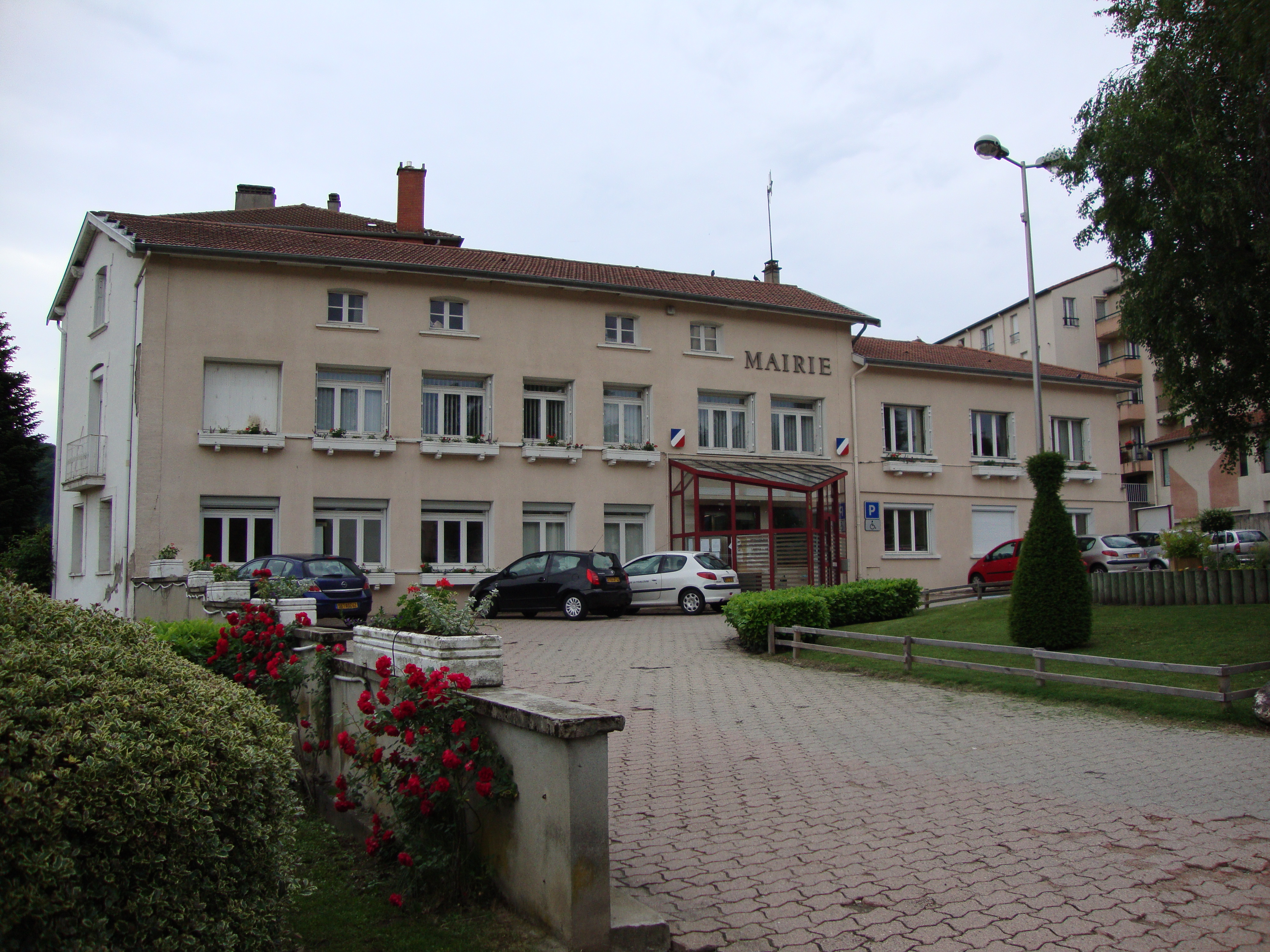
La mairie.
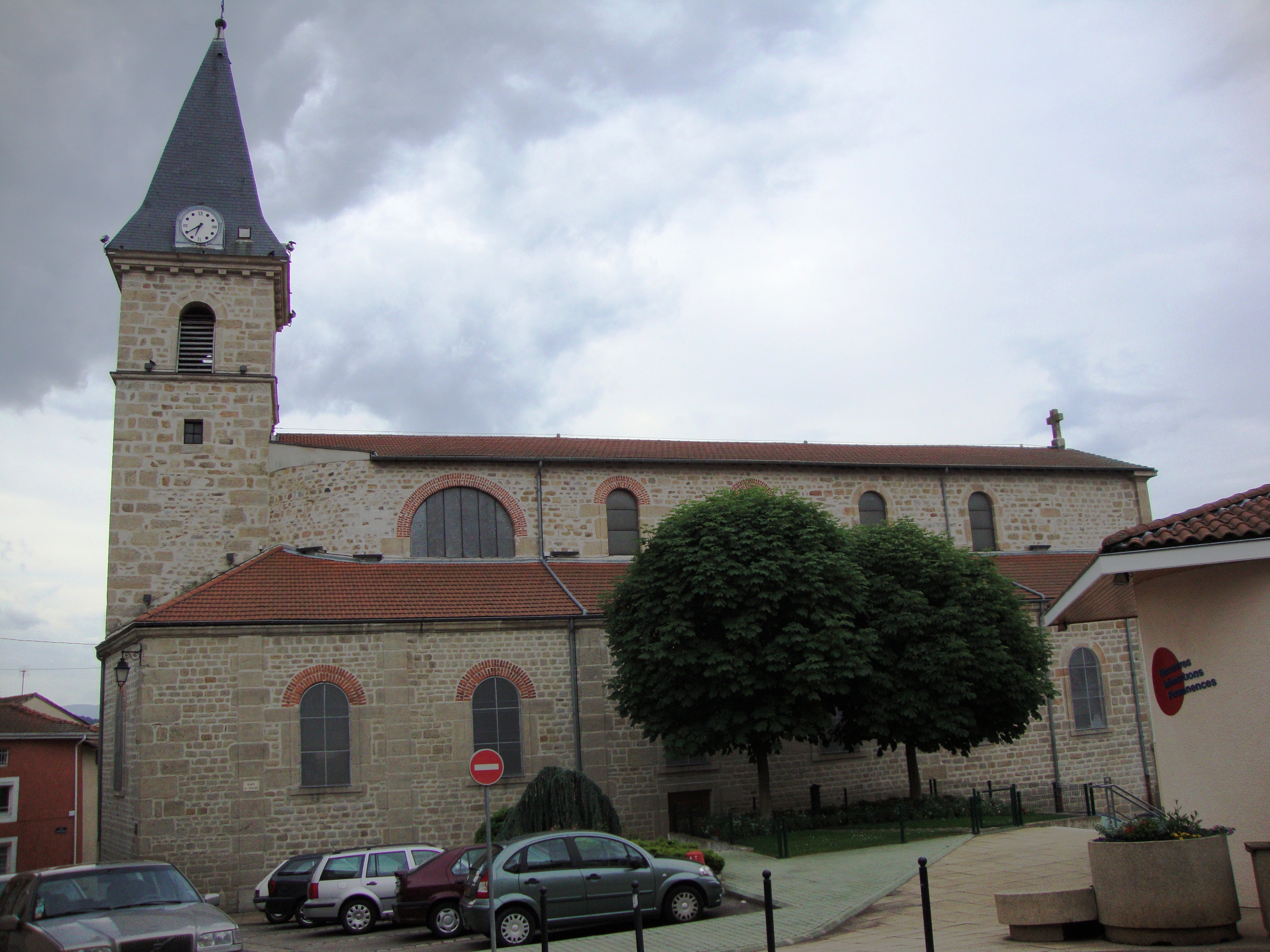
L'église.
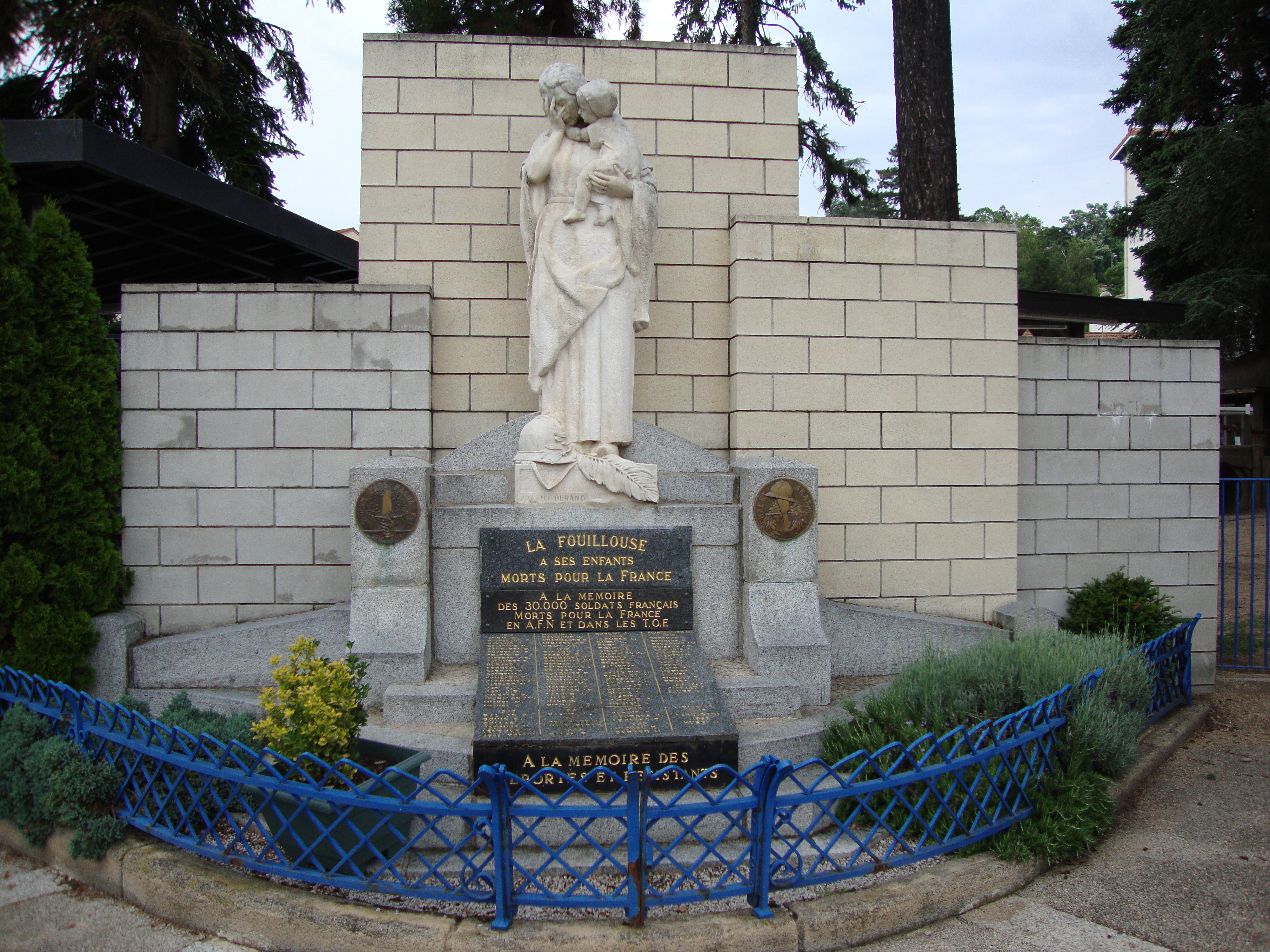
Le monument aux morts.
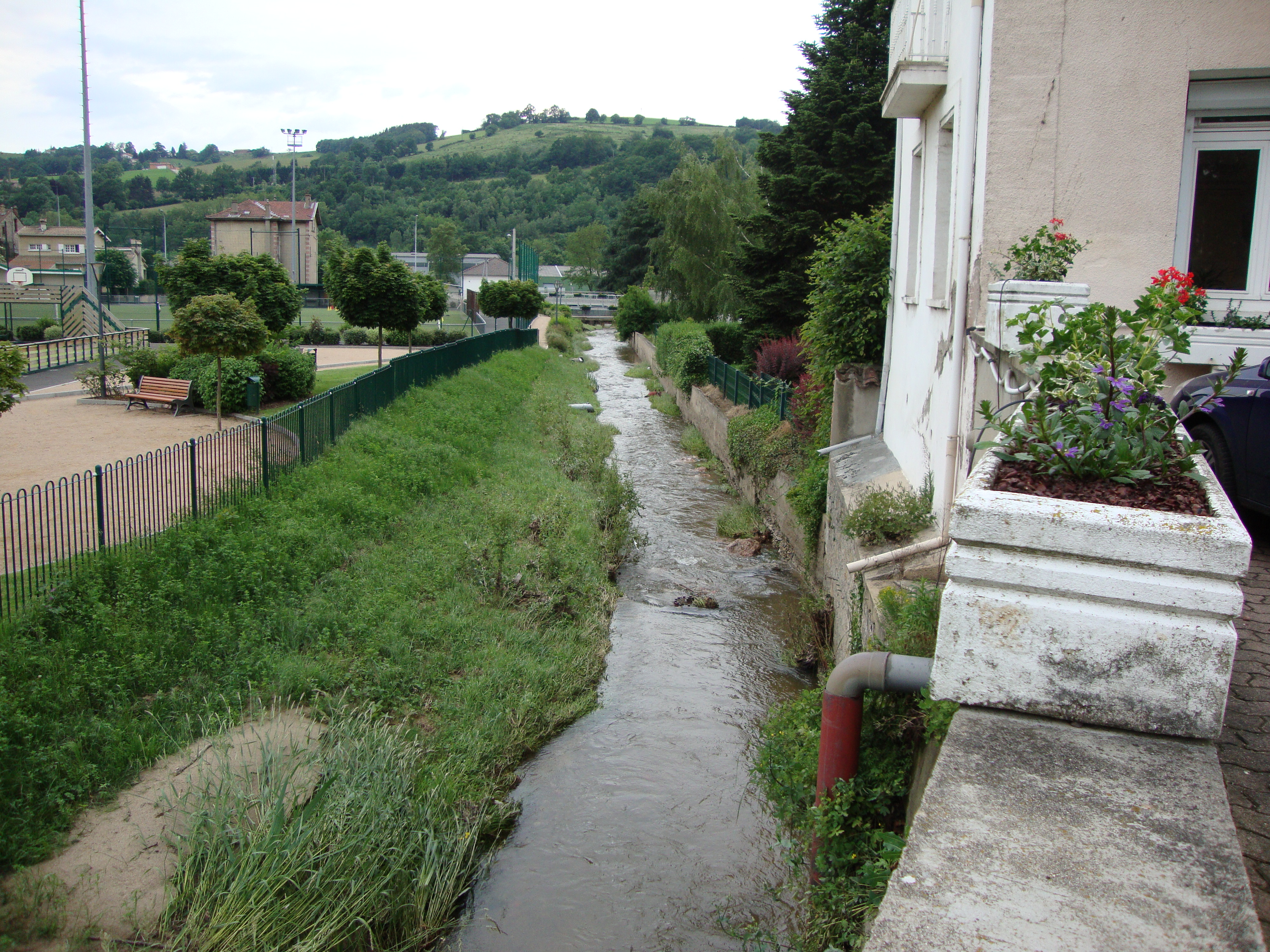
Le Malval.

### Personnalités liées à la commune
- Jean Palerne (1557-1592), gentilhomme forézien, écrivain et poète, connu pour le récit de son voyage en Orient, y est né
- Guy Chastel (1883-1962), poète, essayiste et historien connu pour son engagement envers les aveugles